# 1520
1520. је била проста година.

## Догађаји
- Стефан Бериславић (1510 — 1535) је добио титулу српски деспот у Угарској. Био је најстарији син Иваниша Бериславића, српског деспота (1504—1514) и Јелене, рођене Јакшић, која је претходно била удата за Јована Бранковића (ум. 1502), последњег српског деспота из рода Бранковића, те је по том основу деспотска титула, заједно са поседима, прешла на њеног другог мужа Иваниша, а потом и на њиховог сина Стефана.

### Јануар
- 19. јануар — Данска војска је победила је Швеђане у бици код Богесунда.

### Мај
- 20. мај - Битка код Пљешевице (1520)

### Јун
- 15. јун — Папа Лав X екскомуницирао је Мартина Лутера булом у којој је осудио као јерес Лутерове тезе о индулгенцијама, о догмама и уређењу Католичке цркве.
- 30. јун — Током шпанског освајања Мексика у Теночтитлану је убијен последњи цар Астечког царства Монтезума II.

### Октобар
- 21. октобар — Фердинанд Магелан је открио пролаз који спаја Атлантик с Пацификом, који се данас, у његову част, назива Магеланов пролаз.

## Смрти

### Јануар
- 30. јул — Мати Ангелина, српка православна светица.

### Септембар
- 22. септембар — Селим I, османски султан